# Fraction armée rouge
« Bande à Baader » redirige ici. Pour le film, voir La Bande à Baader.
Pour les articles homonymes, voir FAR, RAF, Armée rouge (homonymie) et Fédération révolutionnaire arménienne.
La Fraction armée rouge ou FAR (allemand : Rote Armee Fraktion ; également connue sous le sigle RAF) est une organisation terroriste allemande d'extrême gauche, ou, selon sa propre phraséologie, une organisation de guérilla urbaine qui a opéré en Allemagne de l'Ouest de 1970 à 1998, contribuant au climat de paranoïa et de renforcement sécuritaire de ce que l'on a alors appelé l'« Automne allemand » et plus généralement en Europe occidentale les « années de plomb ».
Elle est souvent surnommée bande à Baader ou groupe Baader-Meinhof, ou encore « groupe Baader-Mahler-Meinhof », d'après les noms de ses dirigeants les plus connus.

## Historique

### Contexte
Vers le milieu des années 1960, les mouvements étudiants, dont l'un des foyers originels est constitué par la contestation américaine, orientée principalement contre la guerre du Viêt Nam et pour l'obtention des droits civiques de la communauté afro-américaine, se développent aussi en Allemagne. Tout comme plus tard en France juste avant mai 1968, la révolte porte sur plusieurs sujets, en particulier sur les méthodes d'enseignement de l'université. Le slogan préféré lancé par les étudiants aux professeurs qui font leur entrée solennelle en procession était alors « Unter den Talaren - Muff von 1000 Jahren ».
Après que les grands partis ont décidé de former une grande coalition (CDU/CSU et SPD) le 1er décembre 1966, laissant de côté le parti libéral-démocrate, les groupements d'étudiants décident de s'organiser en tant qu'Opposition extra-parlementaire (Außerparlamentarische Opposition, APO). Avant même cet acte fondateur, les manifestations atteignent leur paroxysme. La visite officielle en Allemagne du Chah d’Iran Mohammad Reza Pahlavi (engagé dans une lutte contre l'opposition interne de son pays et à Oman) et de son épouse Farah Diba en mai 1967, déclenche une vague de manifestations. Lors de l’une d’elles, des partisans du Chah attaquent les manifestants étudiants sans que la police ne réagisse. Le 2 juin 1967, l'étudiant Benno Ohnesorg est tué, en marge de l'une de ces manifestations, d’une balle tirée par un policier (dont il sera révélé longtemps plus tard qu'il avait aussi travaillé pour la Stasi). Les protestataires mettent en cause l'attitude de la police de manière générale, faisant un parallèle avec le Troisième Reich. Ils développent alors la thématique d'une nouvelle génération demandant des comptes à la précédente pour son rôle, jugé favorable ou passif, face au national-socialisme.
Né en 1946, le Sozialistischer Deutscher Studentenbund (SDS) constitue la base de l'opposition extra-parlementaire et se radicalise dans la seconde partie des années 1960. D'une façon générale, le mouvement étudiant allemand s'inscrit dans la vague d'agitation sociale que connaît l'occident à cette période. De jeunes allemands dénoncent l'impérialisme des États-Unis, qui ont démontré leur fermeté avec la crise de Cuba, leur soutien au Shah d'Iran, l'interventionnisme au Viêt Nam. La jeunesse s'est émue de l'assassinat de Robert Kennedy le 5 juin 1968, celui de Martin Luther King le 4 avril, ou encore l'exécution en Bolivie de Che Guevara en 1967. À cela s'ajoute la tentative d'assassinat contre Rudi Dutschke, le 11 avril 1968, qui était la figure emblématique de l'opposition étudiante et marxiste en RFA, et membre influent du SDS. En France, le précédent de mai 1968 donna évidemment des ailes aux jeunes Allemands qui réclamaient une réduction de l'importance des rapports marchands dans la société[réf. nécessaire].
L'interdiction de manifestation à Berlin-Ouest et la menace de dissolution du SDS pousse les éléments les plus radicaux vers l'action illégale.

### Création du groupe

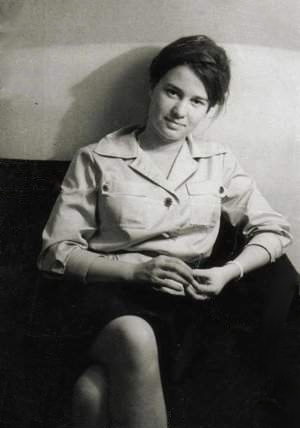
Ulrike Meinhof en 1964.

Le 2 avril 1968, des explosions surviennent dans deux grands magasins de Francfort. Les auteurs de ces attentats sont arrêtés dès le lendemain. Parmi eux, Andreas Baader, un étudiant en arts plastiques à Berlin et Gudrun Ensslin, fille d'un pasteur connu, étudiante en lettres et cofondatrice d'une maison d'édition, Thorwald Proll et Horst Söhnlein. L'action trouve un écho dans certains milieux intellectuels, notamment grâce à un article d'Ulrike Meinhof, rédactrice en chef 1960-1964 de la revue d'extrême-gauche, Konkret, dans lequel elle salue ce passage à l'acte.
Condamnés le 31 octobre 1968 à trois ans de prison ferme, ils font appel et sont libérés dans l'attente de leur nouveau procès. En novembre 1969, à la suite de leur condamnation définitive, Andreas Baader, Gudrun Ensslin, Thorwald Proll et Horst Söhnlein passent dans la clandestinité[réf. nécessaire].
Le 4 avril 1970, Baader est arrêté.
Le 14 mai 1970, la première action qui peut être considérée comme la naissance du mouvement, est la libération de Baader. Il avait été transféré à l'Institut allemand pour les affaires sociales à Berlin, car Ulrike Meinhof prétendait vouloir écrire avec lui un ouvrage sur les anciens pensionnaires des maisons de redressement. Un petit commando, qui n'hésite pas à faire usage des armes, le libère.
Le 4 juin 1970, Michèle Ray, anxieuse parce qu'enceinte de 6 mois, grand reporter peu germanophone, qui a été emprisonnée par le Việt Cộng, mannequin Chanel et future productrice d'Amen. de Costa-Gavras, fait une interview à Berlin-Ouest du « groupe Meinhof » passé dans la clandestinité. Les deux jeunes femmes se connaissent déjà. Ulrike Meinhof, en mini-robe et perruque blonde, explique son action. L'enregistrement de la conversation est publié par le Spiegel ainsi qu'un an après, des passages inédits,.
Le 5 juin 1970, le texte « Bâtir l’armée rouge » fut publié dans la revue Agit 883 et constituait la déclaration officielle et fondatrice de la RAF. Le texte était conclu par les phrases programmatiques : « Favoriser la lutte des classes - Organiser le prolétariat - Commencer la résistance armée - Construire l'Armée Rouge ». La déclaration proclame qu'il ne saurait exister de lutte des classes sans résistance armée. Plus tard, dans ses écrits, le groupe dénoncera tout ensemble « l'internationalisation du capital, […] l'uniformisation culturelle créée par les nouveaux médias, la présence de travailleurs immigrés dans les pays riches d'Europe ».
Le gouvernement pendant ce temps, pour contrôler la situation, fait adopter des lois d'exception qui lui permettent de disposer de pouvoirs extraordinaires.
De juin à août 1970, Andreas Baader, Gudrun Ensslin, Ulrike Meinhof, Horst Mahler, Peter Homann (de), Brigitte Asdonk ainsi qu’une douzaine d’autres personnes séjournèrent dans un camp du Fatah en Jordanie pour y recevoir une formation militaire. Ils forment avec Holger Meins et Jan-Carl Raspe le noyau dur de la première génération.
Dans un premier temps, le groupe attira l’attention de l’État par des attaques de banques, des vols de véhicules et de documents, qui avaient pour but de subvenir aux besoins de la vie clandestine. C’est dans ce contexte que furent attaquées simultanément trois banques de Berlin, le 29 septembre 1970, par au moins 16 membres du groupe qui s’emparèrent ainsi de 209 000 marks (environ 374 000 euros de 2020). D’après un article du magazine Der Spiegel, seulement deux des attaques étaient imputables à la RAF, la troisième avait été perpétrée par le Mouvement du 2 Juin. Le 9 octobre 1970, Horst Mahler, Irene Goergens, Ingrid Schubert, Brigitte Asdonk et Monika Berberich furent arrêtés au 89, Knesebeckstraße à Berlin pour avoir participé à ces attaques.
En avril 1971, la RAF sortit de l’anonymat et s’exprima publiquement en distribuant un prospectus intitulé Le concept de guérilla urbaine. C'en fut trop pour les autorités qui déclenchèrent dans toute la RFA une vaste opération de recherches des quelque 50 membres du groupe.
Le 15 juillet 1971, Petra Schelm tombe sous les balles.
Le 22 octobre et le 22 décembre 1971, les policiers Norbert Schmid et Herbert Schoner sont tués.
Le 1er mars 1972, Richard Epple (de), jeune apprenti de 17 ans sans permis, sans armes et sans connexion avec la RAF, est abattu par la police après une course poursuite où, en état d'ébriété, il force deux barrages routiers. Le policier qui a tiré se suicide plusieurs années après.
À partir de 1972, la RAF dirige ses attentats à la bombe contre des bâtiments militaires américains et des institutions publiques. Les cinq attaques à la bombe perpétrées en 1972 font quatre morts et 30 blessés. Le 11 mai 1972, le commando « Petra Schelm » fait exploser une bombe au Terrace Club à Francfort, quartier général de la 5e armée américaine, tuant le lieutenant américain Paul A. Bloomquist (en) et blessant gravement 13 autres personnes. Les principaux dirigeants de la première génération de la RAF sont arrêtés en juin 1972 : Baader, Ensslin, Meinhof, Raspe, Meins, et Gerhard Müller.
Ulrike Meinhof est condamnée le 29 avril 1974 à 8 ans de prison pour sa participation à la libération de Baader en 1970[réf. nécessaire].

#### Soutiens associatifs et médiatiques
Les terroristes décrivirent leurs conditions de détention comme une « torture par l'isolement » et exigèrent leur assouplissement ainsi qu'un statut de prisonniers de guerre[réf. nécessaire].
Les activités et le travail de communication des détenus, appuyés par le travail de leurs avocats Klaus Croissant et Siegfried Haag, trouvent un écho dans la scène politique de la gauche allemande. Parmi les avocats renommés de la première génération, on notera la présence d'Otto Schily, Hans-Christian Ströbele et Rupert von Plottnitz ainsi que le juriste de renom Hans Heinz Heldmann (de). Ceux-ci font en sorte d'alerter les opinions publiques en Allemagne et dans le reste de l'Europe. Des comités de soutien sont organisés et trouvent des relais à partir de 1975 à l'étranger.
Pour appuyer leurs exigences, les détenus font plusieurs grèves de la faim collective. La troisième est fatale à Holger Meins : malgré le recours à l'alimentation forcée par sonde, il meurt le 9 novembre 1974. Le décès de Meins est suivi de manifestations de masse au cours desquelles la photographie de son corps décharné est montrée. Le groupe et ses soutiens parviennent ainsi à créer une solidarité émotionnelle permettant de dénoncer la brutalité de la social-démocratie. Le 10 novembre, lendemain de la mort de Meins, le juge von Drenkmann est assassiné,.

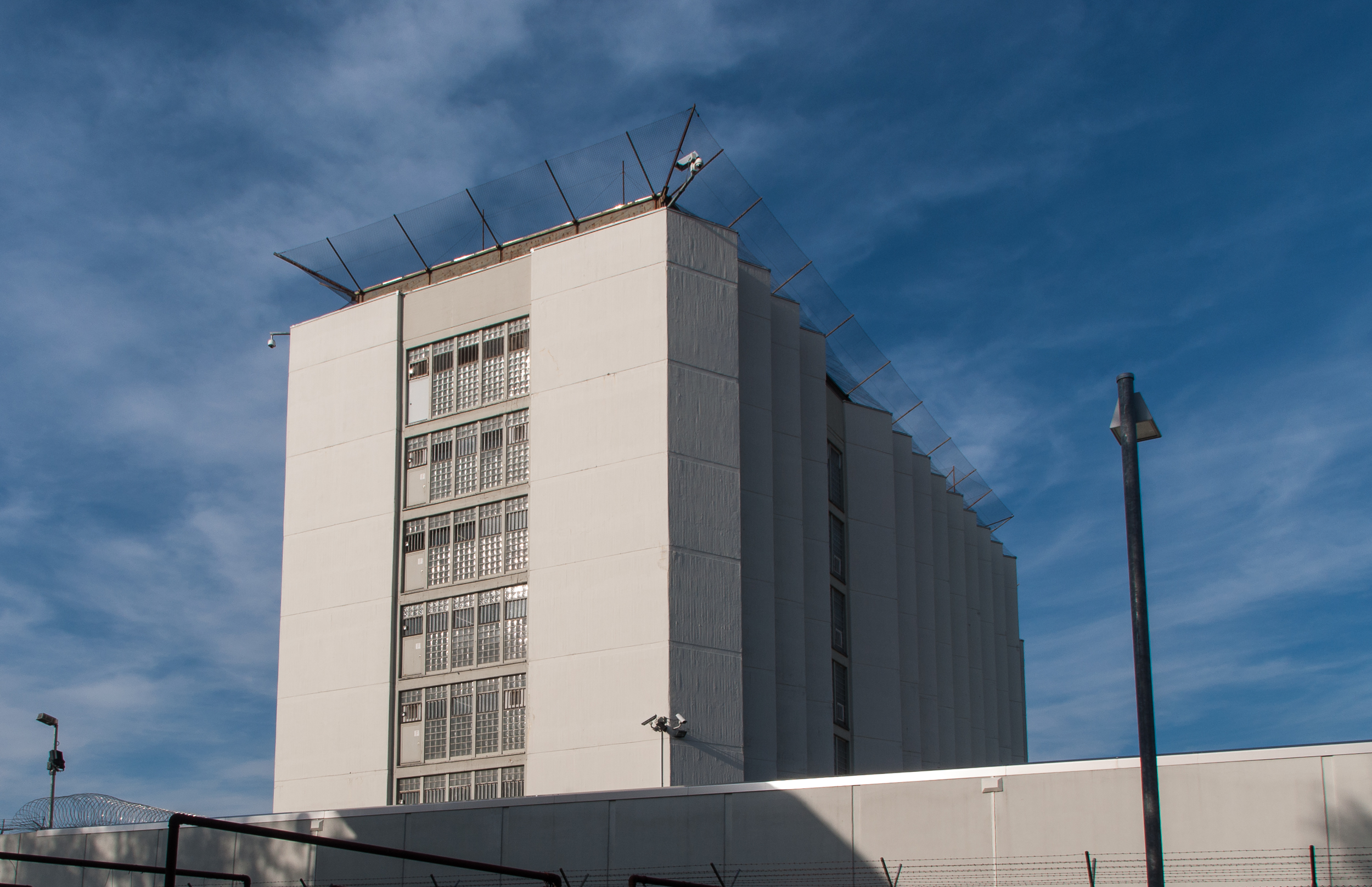
7e étage de Stammheim par T. Parg.

Le 4 décembre 1974, à la demande de Meinhof dans un contexte critique de grève de la faim, Jean-Paul Sartre rencontre Baader au centre pénitentiaire de haute sécurité de Stuttgart. Les deux hommes ne sont pas sur la même longueur d'onde. Baader s'attend à recevoir un ami et non un juge,. L'après-midi après la rencontre, à la conférence de presse de l'hôtel Zepplin de la gare, entre l'avocat Croissant et l'interprète Daniel Cohn-Bendit, Sartre réitère ses prises de position contre les conditions d'incarcération des dirigeants de la RAF au 7e étage du quartier de haute sécurité de Stammheim : « Es ist nicht die Folter wie bei den Nazis, es ist eine andere Folter, eine Folter, die psychische Störungen herbeiführen soll » (« Ce n'est pas la torture comme chez les nazis, c'est une autre torture, une torture qui est censée provoquer des troubles mentaux »). La presse allemande se déchaîne contre le philosophe français dont l'image se dégrade en Allemagne,. Sartre reste solidaire en publiant trois jours plus tard dans Libération : « La mort lente d'Andreas Baader ». En 2005, Cohn-Bendit résume dans le titre de Libération ce que pense réellement Sartre de cette rencontre : « Ce qu'il est con ce Baader »,. Cette expression « Was für ein Arschloch, dieser Baader » est reprise par la presse allemande.

### Tentatives infructueuses de libération des leaders
La deuxième génération se forma après l’arrestation d’une grande partie des membres de la 1re génération, dont les écrits et les propos diffusés depuis la prison de Stammheim avaient trouvé écho dans les cercles de gauche. De nombreux membres de la deuxième génération provenaient du Collectif socialiste des patients de Heildelberg (Sozialistische Patienten Kollektiv), fondé le 12 février 1970 par des patients en psychiatrie de la polyclinique de Heidelberg, ou encore furent recrutés par les avocats de la 1re génération, Siegfried Haag et Klaus Croissant, qui s’effacèrent ensuite du devant de la scène[réf. nécessaire].
Le 27 février 1975, trois jours avant les élections au parlement du Land de Berlin, Peter Lorenz, tête de liste de la CDU, fut enlevé par des membres du Mouvement du 2 Juin. Les ravisseurs exigeaient la libération de certains terroristes et notamment de membres de la RAF. Le gouvernement céda. Verena Becker, Gabriele Kröcher-Tiedemann, Ingrid Siepmann, Rolf Heissler (de) et Rolf Pohle (de) furent relâchés et envoyés par avion militaire à Aden au Yémen, tandis que Lorenz fut libéré par ses ravisseurs le 4 mars. Le fait que certains des terroristes libérés redevinrent actifs par la suite renforça le gouvernement dans sa conviction qu’il ne fallait pas négocier avec les terroristes. À la suite de cet épisode, la deuxième génération eut pour principal objectif de parvenir à la libération des membres de la 1re génération.
Le 24 avril 1975 a lieu la prise d'otages à l'ambassade d'Allemagne de l'Ouest à Stockholm. Le commando « Holger Meins » de six membres exige la libération des chefs de la RAF. L'attaché militaire Andreas von Mirbach et l'attaché économique Heinz Hillegaart sont exécutés. La prise d’otages finit en bain de sang par la négligence d’un ravisseur qui déclenche accidentellement une charge explosive. Les otages rescapés peuvent s’échapper à la faveur de l’incendie. Le terroriste Ulrich Wessel (de) trouve la mort dans l'explosion. Hanna Krabbe, Karl-Heinz Dellwo (de), Lutz Taufer (de) et Bernhard Rössner sont arrêtés. Le 4 mai 1975, Siegfried Hausner, transporté vers l'Allemagne malgré l'avis contraire des médecins, meurt des suites de ses blessures.
Les terroristes avaient été recrutés par l’avocat d’Andreas Baader, Siegfried Haag, ce dernier n’ayant pas participé à l’opération. Il fut arrêté le 30 novembre 1976. On retrouva alors les « papiers Haag-Meyer », sur lesquels étaient planifiés les attentats pour l’année 1977. Les enquêteurs ne purent cependant déchiffrer à temps ces papiers qui étaient codés. Après l’arrestation de Haag, la deuxième génération de la RAF fut dirigée par Brigitte Mohnhaupt, qui venait d’être libérée en 1977[réf. nécessaire].
Plusieurs leaders de la première génération meurent entre 1976 et 1977 dans le quartier de haute sécurité de la prison de Stammheim. Le 9 mai 1976, on retrouva Ulrike Meinhof pendue dans sa cellule à l'aide d'un chiffon déchiré et transformé en corde. L'enquête officielle conclut au suicide[réf. nécessaire].

#### Offensive 77
Après le suicide de Meinhof, Jan-Carl Raspe parle d'assassinat et désigne le procureur fédéral Siegfried Buback comme responsable. Celui-ci est assassiné le 7 avril 1977 avec son chauffeur et son garde du corps,. Ces meurtres marquent le début de l'offensive 77 (de) dans le contexte du procès des leaders.
Le 28 avril 1977, après 192 jours de procès à Stammheim, les accusés du groupe Baader sont condamnés pour assassinat à une peine d'emprisonnement à perpétuité.
Le 30 juillet 1977, Jürgen Ponto, président de la Dresdner Bank est assassiné par un commando dont fait partie sa filleule.

#### Automne allemand
L'automne allemand, de 1977 est un climat de terreur et d'oppression en Allemagne de l'Ouest, caractéristique de l'apogée, de la RAF des années de plomb, précipitant son déclin avec la mort des derniers leaders historiques.
Le 5 septembre 1977, pour obtenir la libération de ses membres détenus à la prison de Stuttgart-Stammheim, la RAF enlève le président du patronat allemand Hanns Martin Schleyer,. Il est dénoncé comme ancien membre du parti nazi et des SS. Onze prisonniers sont réclamés en échange de sa vie. La famille Schleyer n'a pas le droit de payer la rançon[pas clair].
Le 13 octobre 1977, l'avion Landshut du vol 181 de la Lufthansa est détourné sur Mogadiscio en Somalie par le commando palestinien « Martyr Halimeh », prenant en otages 86 passagers et cinq membres d'équipage.
Le 16 octobre 1977, le commando assasine le commandant de bord Jürgen Schumann (de).

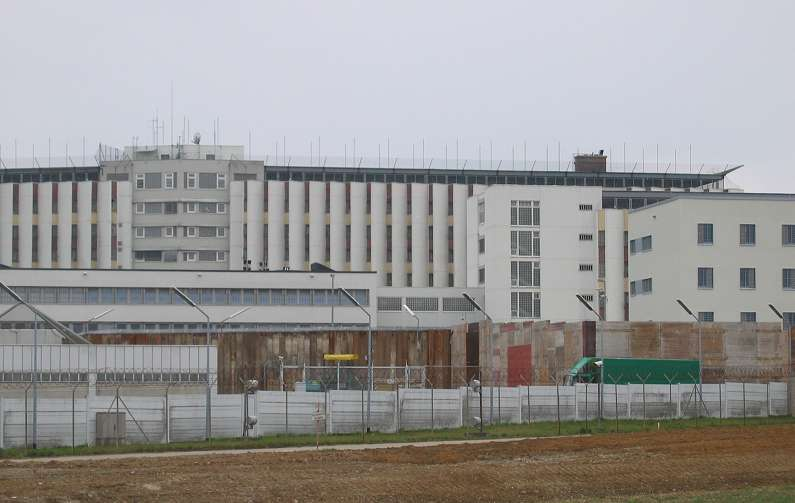
Prison de Stammheim à Stuttgart.

Le 18 octobre 1977, la prise d'otages prend fin avec l'intervention des forces spéciales allemandes durant laquelle trois des quatre membres du commando palestinien sont tués. Les autorités allemandes annoncent la mort d'Andreas Baader, Gudrun Ensslin, la compagne de Baader, et Jan-Carl Raspe, par suicide lors de ce qu'il est convenu d'appeler la nuit de la mort de Stammheim (de). Raspe et Baader se tuèrent par balle avec des armes fournies par l'avocat Arndt Müller. Ensslin se pendit à l'aide d'un câble électrique. Irmgard Möller tenta de se poignarder au cœur à l'aide d'un couteau de cantine de la prison, mais les blessures ne furent pas fatales. Irmgard Möller affirmera plus tard qu'il s'agissait en fait d'assassinats orchestrés par Bonn.
Le 19 octobre 1977, en représailles, la RAF annonce la mort de Hanns Martin Schleyer. Son corps est retrouvé dans le coffre d'une automobile à Mulhouse, en France,. Brigitte Mohnhaupt est impliquée entre autres dans ce meurtre, elle est considérée alors comme la femme la plus dangereuse d'Allemagne.
Le 12 novembre 1977, c'est au tour d'Ingrid Schubert d'être retrouvée pendue dans sa cellule de la prison de Munich.

### Des connexions internationales

#### Avec les Palestiniens
Peu après la libération du fondateur de la RAF Andreas Baader par Ulrike Meinhof avec l'usage mortel d'une arme à feu en avril 1970, le groupe était parti quelques semaines plus tard dans un camp d'entraînment du Fatah en Jordanie sous le commandement d'Ali Hassan Salameh, le commanditaire du Commando de Munich, un épisode fondateur pour les franges terroristes des mouvements d'extrême-gauche allemands.
Lors de la prise d'otages des Jeux olympiques de Munich (été 1972), le groupe terroriste palestinien demandera la libération de deux prisonniers allemands d'extrême gauche, Ulrike Meinhof et Andreas Baader, en Allemagne[réf. nécessaire].

#### Avec la Stasi est-allemande
En octobre 1980, la Stasi semble avoir aidé et financé les activités de la Fraction Armée rouge. La République démocratique allemande (RDA) accueille sur son territoire huit membres de la RAF en fuite. Parmi eux se trouve Susanne Albrecht, mêlée à l'assassinat de Jürgen Ponto, patron de la Dresdner Bank. Le régime communiste de la RDA leur octroie de nouveaux papiers d'identité. Les anciens terroristes mènent une existence tranquille jusqu'à la réunification allemande.
En 1984, la RAF s'allie au groupe français Action directe dans le cadre de la stratégie d'« unité des révolutionnaires en Europe de l'Ouest ».
En 1988, elle s'allie aux Brigades rouges italiennes[réf. nécessaire].

### Fin du groupe
La fin des années 1970 est marquée par l'échec de l'attentat visant le général Alexander Haig, alors commandant des forces de l'OTAN en Europe.
Le 30 novembre 1989, trois semaines après la chute du Mur de Berlin, le patron de la Deutsche Bank, Alfred Herrhausen est assassiné par la RAF.
Le 20 avril 1998, le groupe annonce sa dissolution pour se fondre dans la vaste nébuleuse du courant dit alternatif. Depuis 1970, date de la création du mouvement, celui-ci n'a compté au maximum qu'entre 60 et 80 membres actifs. La RAF a assassiné 34 personnes.
La presse reproche à la RAF une dissolution qui arrive trop tard et sans un mot pour les victimes.
Brigitte Mohnhaupt, condamnée à la quintuple perpétuité assortie d'une période de sûreté de 24 ans, purge sa peine incompressible. Sa mise en liberté est acceptée en 2007. Le recours en grâce de Christian Klar est refusé. Il purge une peine de 26 ans et sort fin 2008.
Le 5 juin 2015, le groupe fait toutefois parler à nouveau de lui lorsque la police allemande annonce avoir identifié l'ADN de Daniela Klette, Ernst-Volker Staub et Burkhard Garweg (de) sur des masques trouvés dans un véhicule utilisé pour une tentative de braquage d'un transport de fonds.
Daniela Klette est arrêtée le 26 février 2024,,. En mars 2024, la police allemande recherche également Burkhard Garweg et Ernst-Volker Staub,,.

## Chronologie

### Origines
- 3 avril 1968 : incendie de deux grands magasins à Francfort[17].
- 4 avril 1968 : arrestation d'A. Baader, G. Ensslin, T. Proll et H. Söhnlein.
- 31 octobre 1968 : trois ans de prison ferme pour les incendiaires[17].
- 13 juin 1969 : libération provisoire de détention préventive[17].
- 11 novembre 1969 : passage dans la clandestinité.
- 4 avril 1970 : arrestation d'Andreas Baader à Berlin-Ouest[17].

### Première période
- 15 mai 1970 : évasion d'Andreas Baader[2].
- juin à août 1970 : entraînement dans les camps du FPLP[17].
- 29 septembre 1970 : braquages simultanés dans trois grandes banques à Berlin[17].
- 8 octobre 1970 : arrestation de Mahler, Schubert, Goergens, Asdonk, Berberich[17].
- 15 juillet 1971 : Petra Schelm est abattue par la police à Hambourg[17].
- 22 octobre 1971 : fusillade à Hambourg et mort du policier Norbert Schmidt.
- 2 mars 1972 : Thomas Weisbecker est abattu par la police à Augsbourg[17].
- 3 mars 1972 : mort du policier Herbert Schöne à Hambourg.
- 3 mars 1972 : Manfred Grashof et Wolfgang Grundmann sont arrêtés[17].
- 11 mai 1972 : 3 attentats au QG militaire américain à Francfort (1 mort, 14 blessés)[17].
- 12 mai 1972 : 3 attentats contre la police à Augsbourg et Munich (16 blessés)[17].
- 16 mai 1972 : attentat contre le juge Buddenberg à Karlsruhe[17].
- 19 mai 1972 : double attentat contre Springer à Hambourg (34 blessés)[17].
- 24 mai 1972 : attentats au QG militaire américain à Heidelberg (3 morts, 6 blessés)[17].
- 1er juin 1972 : arrestation d'A. Baader, H. Meins et J.-C. Raspe à Francfort[17].
- 7 juin 1972 : Gudrun Ensslin est arrêtée à Hambourg.
- 9 juin 1972 : Brigitte Mohnhaupt et Bernhard Braun sont arrêtés à Berlin.
- 15 juin 1972 : Ulrike Meinhof est arrêtée à Hanovre sur dénonciation[17].
- 13 juillet 1972 : Irmgard Möller et Klaus Jünschke sont arrêtés.

### Deuxième période
- 17 janvier au 15 février 1973 : grève de la faim contre l'isolement[17].
- 8 mai au 2 juin 1973 : grève de la faim pour les mêmes droits[17].
- Le 10 septembre 1974: procès de Ulrike Meinhof et Horst Mahler[17].
- 13 septembre 1974 au 5 février 1975 : 3e grève de la faim des prisonniers[17].
- 9 novembre 1974 : mort de faim de Holger Meins à la prison de Wittlich[17].
- 10 novembre 1974 : mort du juge Günter von Drenkmann à Berlin[21].
- 21 novembre 1974 : attentat devant le domicile du juge Gerd Ziegler à Hambourg[17].
- 4 décembre 1974 : Sartre rencontre Baader à Stammheim.
- 27 février 1975 : Peter Lorenz est enlevé[17].
- 24 avril 1975 : Attentat à l'ambassade de la RFA à Stockholm : mort du militaire A. von Mirbach, du civil H. Hillegaart, du terroriste U. Wessel et plusieurs blessés[17].
- 5 mai 1975 : mort de Siegfried Hausner rapatrié de Suède en Allemagne[17].
- 21 mai 1975[47]: procès des principaux membres arrêtés de la RAF.
- 21 mai 1975 : le procès des figures historiques de la RAF s'ouvre[17].
- 2 juin 1975 : Peter Lorenz est libéré[17].
- 29 juin 1975 : mort en prison de Katharina Hammerschmidt faute de soin.
- 13 septembre 1975 : attentats non revendiqués à Hambourg (11 blessés).
- 9 mai 1976 : suicide présumé d'Ulrike Meinhof, retrouvée pendue à Stammheim.
- 30 mars 1977 : grève de la faim pour le regroupement[17].
- 7 avril 1977 : assassinat du procureur S. Buback, de W. Göbel, et de G. Wurster[17].
- 28 avril 1977 : perpétuité pour Andreas Baader, Gudrun Ennslin et Jan-Carl Raspe[2].
- 30 avril 1977 : le regroupement à Stammheim est obtenu[17].
- 11 juillet 1977 : l'avocat Klaus Croissant se réfugie à Paris[48].
- 20 juillet 1977 : perpétuité pour H. Krabbe, K.-H. Dellwo, L. Taufer et B. Rössner.
- 30 juillet 1977 : assassinat de Jürgen Ponto, directeur de la Dresdner Bank[17].
- 8 août au 2 novembre 1977 : grève de la faim contre le retour à l'isolement[17].
- 25 août 1977 : échec de l'attentat contre le procureur Kurt Rebmann à Karlsruhe[17].
- 30 août 1977 : arrestation de l'avocat Armin Newerla, proche de Klaus Croissant.
- 5 septembre 1977 : enlèvement du patron des patrons Hanns Martin Schleyer[17].
- 22 septembre 1977 : mort de Arie Kranenburg à Utrech. Knut Folkerts (de) est arrêté[49].
- 30 septembre 1977 : arrestation de l'avocat Klaus Croissant à Paris[17].
- 13 octobre 1977 : détournement du Landshut[17].
- 16 octobre 1977 : le commandant de bord Jürgen Schumann[30] est exécuté.
- 18 octobre 1977 : libération des otages du Landshut[17].
- 18 octobre 1977 : nuit de la mort de Stammheim[17].
- 18 octobre 1977 : assassinat de Hanns Martin Schleyer.
- 19 octobre 1977 : le corps de Hanns Martin Schleyer est retrouvé à Mulhouse[34].
- 24 octobre 1977 : la demande d'asile de Klaus Croissant est refusée[48].
- 25 octobre 1977 : enterrement de Hanns Martin Schleyer[50].
- 27 octobre 1977 : enterrement d'A. Baader, G. Ensslin et J.-C. Raspe[50].
- 12 novembre 1977 : mort par pendaison présumée d'Ingrid Schubert en prison de Stadelheim.
- 16 novembre 1977 : Klaus Croissant est extradé en RFA[48],[51].
- 19 décembre 1977 : soupçon de rencontre entre Inge Viett et Michel Foucault[52].
- 9 mars 1978 : grève de la faim pour les conditions de vie[53].
- 25 juin 1979 : échec de l'attentat contre le général Alexander Haig du SACEUR[17].
- 31 août 1981 : attaque du QG de l'US Air Force Ramstein Air Base[17].
- 15 septembre 1981 : échec de l'attentat contre le général Frederick Kroesen[17].

### Troisième période
- 18 décembre 1984 : échec de l'attentat à la Shape School d’Oberammergau[17].
- 29 décembre 1984 : incendie au Military Intelligence Detachment-Bataillon[17].
- 30 décembre 1984 : attentat contre une radio militaire américaine à Heidelberg[17].
- janvier 1985 : fusion avec Action directe[54].
- 1er février 1985 : assassinat de l'industriel Ernst Zimmerman[17].
- 8 août 1985 : attentat contre un aéroport militaire américain (3 morts)[17].
- 9 juillet 1986 : assassinat du physicien Karl Heinz Beckurts[17] et de son chauffeur.
- 8 septembre 1986 : attentat contre les bâtiments de la Sûreté de l'État[17].
- 15 septembre 1986 : attentat contre un constructeur d'avions militaires[17].
- 10 octobre 1986 : assassinat du diplomate Gerold von Braunmühl (de)[17].
- 16 novembre 1986 : attentat au siège d’IBM[17].
- 19 décembre 1986 : attentat contre une société de crédit au Tiers-monde[17].
- 21 décembre 1986 : attaque de la fondation Friedrich-Ebert[17].
- 20 septembre 1988 : alliance avec les Brigades rouges[17].
- 20 septembre 1988 : tentative d’assassinat de l'économiste Hans Tietmeyer[55].
- 1er février au 12 mai 1989 : grève de la faim pour le regroupement[17].
- 30 novembre 1989 : assassinat d'Alfred Herrhausen de la Deutsche Bank[17].
- juin 1990 : arrestations de Susanne Albrecht, Christine Dümlein, Ralf-Baptist Friedrich (de), Werner Lotze (de)[56], Silke Maier-Witt, Sigrid Sternebeck, Inge Viett et Wolgang Beer.
- 27 juillet 1990 : échec de l'attentat contre le secrétaire d'État Hans Neusel (de)[17].
- 13 février 1991 : mitraillage de l'ambassade américaine de Bonn[17].
- 1er avril 1991 : assassinat du directeur Rohwedder de la Treuhand à Düsseldorf[17].
- 13 avril 1992[38] : la RAF s'engage dans une désescalade du conflit[39].
- 30 mars 1993 : attentat contre la prison en construction à Weiterstadt[17].
- 27 juin 1993 : mort du policier Michael Newrzella du GSG 9 et de Wolfgang Grams à Bad Kleinen. Arrestation de Brigitte Hogefeld[18].
- novembre 1993 : scission entre les prisonniers et la RAF[17].
- 20 avril 1998 : auto-dissolution déclarée[17],[38].

## Membres marquants

### 1regénération
- Brigitte Asdonk
- Ronald Augustin
- Andreas Baader
- Ingeborg Barz
- Monika Berberich
- Karl-Heinz Dellwo (de)
- Gudrun Ensslin
- Irene Goergens
- Siegfried Hausner
- Peter Homann (de)
- Rosemarie Keser
- Hanna Krabbe
- Horst Mahler
- Ulrike Meinhof
- Holger Meins
- Brigitte Mohnhaupt
- Irmgard Möller
- Helmut Pohl (de)
- Jan-Carl Raspe
- Petra Schelm
- Ingrid Schubert
- Horst Söhnlein
- Lutz Taufer (de)
- Ulrich Wessel (de)

### 2egénération
- Susanne Albrecht
- Ingrid Barabass
- Bommi Baumann
- Verena Becker
- Henning Beer (de)
- Peter-Jürgen Boock
- Christine Dümlein
- Knut Folkerts (de)[49]
- Ralf-Baptist Friedrich (de)
- Monika Helbing
- Rolf Heissler (de)
- Sieglinde Hofmann
- Karin Kamp
- Christian Klar
- Gabriele Kröcher-Tiedemann
- Werner Lotze (de)
- Silke Maier-Witt
- Karola Magg
- Barbara Meyer (de)
- Regina Nicolai
- Juliane Plambeck
- Rolf Pohle (de)
- Gabriele Rollnik
- Ulrich Schmücker
- Adelheid Schulz (de)
- Ingrid Siepmann
- Günter Sonnenberg (de)
- Sigrid Sternebeck
- Inge Viett
- Stefan Wisniewski

### 3egénération
- Burkhard Garweg (de)
- Wolfgang Grams
- Eva Haule
- Birgit Hogefeld
- Luitgard Hornstein
- Daniela Klette
- Andrea Klump
- Christian Kluth
- Friederike Krabbe (de)
- Horst Ludwig Meyer
- Ernst-Volker Staub

## Victimes

### Victime duMouvement du 2 Juin
1. Günter von Drenkmann, président de la chambre de justice de Berlin-ouest, abattu le 10 novembre 1974, en représailles à la mort en prison d'Holger Meins[21].

### Victimes de la RAF
1. Norbert Schmid[18] (policier, le 22 octobre 1971) (dans une fusillade avec de supposés membres de la RAF)
2. Herbert Schoner[18] (policier, le 22 décembre 1972)
3. Hans Eckhardt[18] (policier chargé de l'enquête contre la RAF, 3 mars 1972)
4. Paul A. Bloomquist (soldat américain, victime de l'attentat contre le QG du Ve Corps de l'armée américaine, le 11 mai 1972)[18],[20]
5. Clyde R. Bonner (soldat américain, victime de l'attentat contre le QG européen des forces américaines, le 24 mai 1972)[18],[57]
6. Ronald A. Woodwar (soldat américain, victime de l'attentat contre le QG européen des forces américaines, le 24 mai 1972)[18],[57]
7. Charles L. Peck (soldat américain, victime de l'attentat contre le QG européen des forces américaines, le 24 mai 1972)[18],[57]
8. Andreas von Mirbach (attaché militaire de l'ambassade allemande à Stockholm, le 24 avril 1975)[18]
9. Heinz Hillegaart (attaché economique de l'ambassade allemande à Stockholm, le 24 avril 1975)[18]
10. Fritz Sippel (policier, 7 mai 1976)[18]
11. Siegfried Buback (procureur général, le 7 avril 1977)[18]
12. Wolfgang Göbel (chauffeur de Buback, le 7 avril 1977)[18]
13. Georg Wurster (le 8 avril 1977)[18]
14. Jürgen Ponto (directeur de la Dresdner Bank AG, le 30 juillet 1977)[18],[58]
15. Reinhold Brändle (policier de l'unité chargée de la protection personnelle à Stuttgart, assassiné lors de l'enlèvement de Schleyer, le 5 septembre 1977)[18],[59]
16. Helmut Ulmer (policier de l'unité chargée de la protection personnelle à Stuttgart, assassiné lors de l'enlèvement de Schleyer, le 5 septembre 1977)[18],[59]
17. Roland Pieler (policier de l'unité chargée à la protection personnelle à Stuttgart, assassiné lors de l'enlèvement de Schleyer, le 5 septembre 1977)[18],[59]
18. Heinz Marcisz (chauffeur de Schleyer, assassiné lors de l'enlèvement de Schleyer, le 5 septembre 1977)[18],[59]
19. Arie Kranenburg (policier hollandais, 22 septembre 1977)[18],[49]
20. Hanns Martin Schleyer (président du patronat allemand, ancien nazi, le 19 octobre 1977)[18],[60]
21. Hans-Wilhelm Hansen (policier, 24 septembre 1978)[18],[56]
22. Dionysius de Jong (douanier hollandais, le 1er novembre 1978)[18]
23. Johannes Petrus Goemans (douanier hollandais, le 14 novembre 1978)[18]
24. Edith Kletzhändler (femme au foyer, morte par balle lors d'un braquage à Zurich, le 19 novembre 1979)[18]
25. Ernst Zimmerman (PDG de MTU Aero Engines, le 1er février 1985)[18],[61]
26. Edward Pimental (soldat américain, le 8 août 1985)[18],[62]
27. Frank Scarton (soldat américain, le 8 août 1985)[18],[62]
28. Becky Jo Bristol (soldat américain, le 8 août 1985)[18],[62]
29. Karl Heinz Beckurts (président de la commission nucléaire et dirigeant de Siemens, 9 juillet 1986)[18],[63]
30. Eckerhand Gropplen (chauffeur de Beckurts, 9 juillet 1986)[18],[63]
31. Gerold von Braunmühl (directeur politique au ministère des affaires étrangères, 10 octobre 1986)[18],[64]
32. Alfred Herrhausen (directeur de la Deutsche Bank, le 30 novembre 1989)[18],[65]
33. Detlev Karsten Rohwedder (directeur de la Treuhand, 1er avril 1991)[18],[66]
34. Michael Newrzella (agent du GSG 9, le 21 juin 1993 à Bad Kleinen)[18]

### Victime du détournement duLandshut
1. Jürgen Schumann, commandant de bord du Landshut, exécuté le 16 octobre 1977 en escale à Aden au Yémen[4].

## Culture populaire
- La Troisième Génération, film allemand de Rainer Werner Fassbinder, sorti en 1979 (titre original : Die dritte Generation).
- Dans le livre La Somme de toutes les peurs, le terroriste Günter Bock est un membre de la Faction armée rouge.
- La Bande à Baader, film allemand de Uli Edel, sorti en 2008 (titre original : Der Baader Meinhof Komplex).
- Stammheim, film de 1986 sur le procès.
- Black box BRD, d'Andres Veiel, 2001 [présentation en ligne]
- Les Trois Vies de Rita Vogt, film allemand de Volker Schlöndorff, sorti en 2000 (titre original : Die Stille nach dem Schuß).
- Fraction Armée rouge, film allemand de Christopher Roth, sorti en 2002 (titre original : Baader).
- Une jeunesse allemande, documentaire de Jean-Gabriel Périot, sorti en 2015.
- Ulrike Marie Meinhof[67], un film de Timon Koulmassis, Arte, 1994
- On peut voir une référence à l'organisation dans le clip Deutschland de Rammstein sorti en 2019, où les membres du groupe en habits féminins préparent un braquage.